# Antonio Téllez
Pour les articles homonymes, voir Téllez.

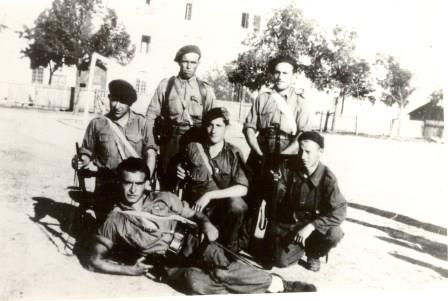
Antonio Téllez en 1944 (allongé devant).

Antonio Téllez Solá, né le 18 janvier 1921 à Tarragone (Catalogne, Espagne) et mort le 26 mars 2005 à Cabestany, est un militant anarchiste espagnol et combattant antifranquiste. Résistant maquisard en Aveyron, journaliste et historien de la résistance libertaire en Espagne.

## Biographie
Lors de la Guerre civile espagnole, Antonio Téllez combat dans les rangs de l'armée républicaine contre les troupes de Franco jusqu'en février 1939, date à laquelle l'armée républicaine se replie vers la France.
Antonio Téllez est alors interné dans divers camps de réfugiés avant de rejoindre la Résistance française dans le maquis. Il participe à la libération de Rodez ainsi qu'à la tentative d'invasion du Val d'Aran en octobre 1944.
Après la guerre, il vit en France occupant divers emplois avant d'intégrer l'Agence France-Presse comme journaliste. Il continue à militer à la FIJL (Fédération ibérique des Jeunesses libertaires), organisation dont il était membre actif depuis 1936. Il écrit dans la revue Ruta et dans le quotidien Solidaridad Obrera à partir de 1944.
Après la mort le 30 août 1957 à Barcelone de son ami José Luis Facerías, un guérillero anti-franquiste, il fonde avec d'autres camarades la revue Atalaya. En 1961, un autre ami cher, Quico Sabaté, est assassiné par les troupes de Franco. Antonio Téllez abandonne alors toute militance organisative et se consacre à l'écriture de l'histoire des guérilleros anti-franquistes (voir Dictionnaire des guérilleros et résistants antifranquistes). Il continue également à écrire pour la presse libertaire.
Antonio Téllez Solá est décédé à Perpignan en 2005 laissant derrière lui plusieurs livres et une importante documentation sur l'histoire récente du mouvement libertaire espagnol.

## Œuvre
En français
- Attentat aérien contre le général Franco, Éditions Albache, 2014.  (ISBN 979-10-91013-04-8)
- Sabaté : Guerilla urbaine en Espagne (1945-1960), Ruedo Ibérico, Paris, 1977. Réédité en 1990 par Repères-Siléna (Toulouse). De ce livre, Guy Debord a dit qu'il était "beau comme un western ou L'Iliade"[4].
- Le Réseau d’évasion du groupe Ponzán. Anarchistes dans la guerre secrète contre le franquisme et le nazisme (1936-1944), Le Coquelicot, 2008.

En espagnol
- Facerías : Guerrilla urbana (1939-1957). La lucha antifranquista del Movimiento Libertario en España y en el exilio, Ruedo Ibérico, 1974.  (ISBN 84-96044-44-0)
- Anarchist International Action Against Francoism From Genoa 1949 to The First Of May Group.  (ISBN 9781873605851)
- Sabaté: Guerrilla Extraordinary.  (ISBN 1-902593-10-3)
- The Anarchist Resistance to Franco.  (ISBN 1-873605-65-X)
- La lucha del movimiento libertario contra el franquismo, 1991.
- Historia de un atentado aéreo contra el General Franco, 1993,  (ISBN 978-84-88455-07-9)
- El MIL y Puig Antich, 2006,  (ISBN 978-84-96044-77-7)
- La Red De Evasión Del Grupo Ponzán. Anarquistas en la guerra secreta contra el franquismo y el nazismo (1936-1944)
- A guerrilla antifranquista de Mario de Langullo, O Pinche
- Apuntes sobre Antonio García Lamolla y otros andares
- Agustín Remiro: de la guerrilla confederal a los servicios secretos británicos
- Recuerdo
- Álbum de dessins en couleurs (1948)
- 30 años de Ruta en el exilio (historia de FIJL de 1945 a 1974)
- Atalaya, Notas para un eventual esbozo biográfico de José Garcia Tella
- Acción Directa (Action directe) (1979-2004)
- Tinieblas y sangre (abril de 1949 - julio de 1952)
- Diccionario biográfico de la clandestinidad en España: 1936-1975